# Jackson Withrow
Jackson Withrow (Omaha, 7 luglio 1993) è un tennista statunitense.

## Biografia
Specialista del doppio, ha vinto dieci titoli del circuito maggiore e diversi altri nei circuiti minori. Nelle prove del Grande Slam si è spinto fino alla semifinale agli US Open 2024. Il suo miglior ranking ATP è stato il 16º posto nel febbraio 2024. In singolare non è mai entrato nella classifica ATP e dal 2018 gioca esclusivamente in doppio.

## Statistiche
Aggiornate al 9 settembre 2024.

### Doppio

#### Vittorie (10)
| Legenda doppio       |
| Grande Slam (0)      |
| ATP Finals (0)       |
| ATP Masters 1000 (0) |
| ATP Tour 500 (1)     |
| ATP Tour 250 (9)     |

| N.  | Data              | Torneo                                                        | Superficie | Compagno          | Avversari in finale                | Punteggio         |
| 1.  | 25 febbraio 2018  | Delray Beach International Tennis Championships, Delray Beach | Cemento    | Jack Sock         | Nicholas Monroe John-Patrick Smith | 4–6, 6–4, [10–8]  |
| 2.  | 25 settembre 2022 | San Diego Open, San Diego                                     | Cemento    | Nathaniel Lammons | Jason Kubler Luke Saville          | 7–6(5), 6–2       |
| 3.  | 23 luglio 2023    | Hall of Fame Open, Newport                                    | Erba       | Nathaniel Lammons | William Blumberg Max Purcell       | 6–3, 5–7, [10–5]  |
| 4.  | 30 luglio 2023    | Atlanta Open, Atlanta                                         | Cemento    | Nathaniel Lammons | Max Purcell Jordan Thompson        | 7–6(3), 7–6(4)    |
| 5.  | 26 agosto 2023    | Winston-Salem Open, Winston-Salem                             | Cemento    | Nathaniel Lammons | Lloyd Glasspool Neal Skupski       | 6–3, 6–4          |
| 6.  | 3 ottobre 2023    | Astana Open, Astana                                           | Cemento    | Nathaniel Lammons | Mate Pavić John Peers              | 7–6(4), 7–6(7)    |
| 7.  | 15 giugno 2024    | Rosmalen Open, 's-Hertogenbosch                               | Erba       | Nathaniel Lammons | Wesley Koolhof Nikola Mektić       | 7–6(5), 7–6(3)    |
| 8.  | 28 luglio 2024    | Atlanta Open, Atlanta (2)                                     | Cemento    | Nathaniel Lammons | André Göransson Sem Verbeek        | 4–6, 6–4, [12–10] |
| 9.  | 4 agosto 2024     | Washington Open, Washington                                   | Cemento    | Nathaniel Lammons | Rafael Matos Marcelo Melo          | 7–5, 6–3          |
| 10. | 24 agosto 2024    | Winston-Salem Open, Winston-Salem (2)                         | Cemento    | Nathaniel Lammons | Julian Cash Robert Galloway        | 6–4, 6–3          |

#### Finali perse (7)
| Legenda              |
| Grande Slam (0)      |
| ATP Finals (0)       |
| ATP Masters 1000 (0) |
| ATP Tour 500 (1)     |
| ATP Tour 250 (6)     |

| N. | Data              | Torneo                       | Superficie  | Compagno          | Avversari in finale                   | Punteggio              |
| 1. | 10 febbraio 2018  | Ecuador Open, Quito          | Terra rossa | Austin Krajicek   | Nicolás Jarry Hans Podlipnik-Castillo | 6(6)–7, 3–6            |
| 2. | 16 ottobre 2022   | Gijón Open, Gijón            | Cemento (i) | Nathaniel Lammons | Máximo González Andrés Molteni        | 7–6(6), 6(4)–7, [5–10] |
| 3. | 14 gennaio 2023   | Auckland Open, Auckland      | Cemento     | Nathaniel Lammons | Nikola Mektić Mate Pavić              | 4–6, 7–6(5), [6–10]    |
| 4. | 12 febbraio 2023  | Dallas Open, Dallas          | Cemento (i) | Nathaniel Lammons | Jamie Murray Michael Venus            | 6–1, 6(4)–7, [7–10]    |
| 5. | 4 marzo 2023      | Open del Messico, Acapulco   | Cemento     | Nathaniel Lammons | Lucas Miedler Alexander Erler         | 6(9)–7, 6(3)–7         |
| 6. | 26 settembre 2023 | Zhuhai Championships, Zhuhai | Cemento     | Nathaniel Lammons | Jamie Murray Michael Venus            | 4–6, 4–6               |
| 7. | 29 ottobre 2023   | Vienna Open, Vienna          | Cemento (i) | Nathaniel Lammons | Rajeev Ram Joe Salisbury              | 4–6, 7–5, [10–12]      |

### Tornei minori

#### Doppio

##### Vittorie (17)
| Legenda         |
| --------------- |
| Challenger (14) |
| Futures (3)     |

| N.  | Data              | Torneo                                         | Superficie  | Compagno          | Avversari in finale                  | Punteggio              |
| 1.  | luglio 2016       | F25 USA, Edwardsville                          | Cemento     | Connor Smith      | Luke Bambridge Marc Polmans          | 6–3, 6–2               |
| 2.  | gennaio 2017      | F2 USA, Long Beach                             | Cemento     | Austin Krajicek   | Luke Bambridge Joe Salisbury         | 6–3, 3–6, [10–8]       |
| 3.  | 28 gennaio 2017   | Tennis Championships of Maui, Maui             | Cemento     | Austin Krajicek   | Bradley Klahn Tennys Sandgren        | 6–4, 6–3               |
| 4.  | 25 febbraio 2017  | Morelos Open, Cuernavaca                       | Cemento     | Austin Krajicek   | Kevin King Dean O'Brien              | 6(4)–7, 7–6(5), [11–9] |
| 5.  | luglio 2017       | F21 USA, Tulsa                                 | Cemento     | Austin Krajicek   | Tommy Paul Nathan Ponwith            | 6–4, 6–2               |
| 6.  | 22 luglio 2017    | Challenger de Gatineau, Gatineau               | Cemento     | Bradley Klahn     | Hans Hach Verdugo Vincent Millot     | 6–2, 6–3               |
| 7.  | 29 luglio 2017    | Challenger de Granby, Granby                   | Cemento     | Joe Salisbury     | Marcel Felder Go Soeda               | 4–6, 6–3, [10–6]       |
| 8.  | 3 marzo 2018      | Challenger Series - Indian Wells, Indian Wells | Cemento     | Austin Krajicek   | Evan King Nathan Pasha               | 6(3)–7, 6–1, [11–9]    |
| 9.  | 15 giugno 2019    | Columbus Challenger II, Columbus               | Cemento (i) | Roberto Maytín    | Hans Hach Verdugo Donald Young       | 6(4)–7, 7–6(2), [10–5] |
| 10. | 21 settembre 2019 | Columbus Challenger III, Columbus              | Cemento     | Martin Redlicki   | Nathan Pasha Max Schnur              | 6–4, 7–6(4)            |
| 11. | 6 marzo 2021      | Nur-Sultan Challenger II, Nur-Sultan           | Cemento (i) | Nathaniel Lammons | Nathan Pasha Max Schnur              | 6–4, 6–2               |
| 12. | 15 maggio 2021    | Heilbronner Neckarcup, Heilbronn               | Terra rossa | Nathaniel Lammons | André Göransson Sem Verbeek          | 6(4)–7, 6–4, [10–8]    |
| 13. | 20 novembre 2021  | Champaign-Urbana Challenger, Champaign         | Cemento (i) | Nathaniel Lammons | Treat Conrad Huey Max Schnur         | 6–4, 3–6, [10–6]       |
| 14. | 16 aprile 2022    | Sarasota Open, Sarasota                        | Terra verde | Robert Galloway   | André Göransson Nathaniel Lammons    | 6–3, 7–6(3)            |
| 15. | 9 luglio 2022     | Salzburg Open, Salisburgo                      | Terra rossa | Nathaniel Lammons | Alexander Erler Lucas Miedler        | 7–5, 5–7, [11–9]       |
| 16. | 17 settembre 2022 | Cary Challenger, Cary                          | Cemento     | Nathaniel Lammons | Treat Conrad Huey John-Patrick Smith | 7–5, 2–6, [10–5]       |
| 17. | 19 marzo 2023     | Arizona Tennis Classic, Phoenix                | Cemento     | Nathaniel Lammons | Hugo Nys Jan Zieliński               | 6(1)–7, 6–4, [10–8]    |

##### Finali perse (7)
| Legenda        |
| -------------- |
| Challenger (5) |
| Futures (2)    |

| N. | Data             | Torneo                          | Superficie  | Compagno         | Avversari in finale                   | Punteggio        |
| 1. | settembre 2016   | F7 Canada, Toronto              | Terra rossa | Hunter Reese     | Hans Hach Verdugo Rhyne Williams      | 5–7, 4–6         |
| 2. | ottobre 2016     | F31 USA, Houston                | Cemento     | Hunter Reese     | Hans Hach Verdugo Rhyne Williams      | 3–6, 3–6         |
| 3. | 4 novembre 2017  | Shenzhen Longhua Open, Shenzhen | Cemento     | Austin Krajicek  | Sriram Balaji Vishnu Vardhan          | 6(3)–7, 6(3)–7   |
| 4. | 25 novembre 2017 | Hua Hin Open, Hua Hin           | Cemento     | Austin Krajicek  | Sanchai Ratiwatana Sonchat Ratiwatana | 4–6, 7–5, [5–10] |
| 5. | 3 agosto 2019    | Lexington Challenger, Lexington | Cemento     | Roberto Maytín   | Diego Hidalgo Martin Redlicki         | 2–6, 2–6         |
| 6. | 21 novembre 2020 | Orlando Open, Orlando           | Cemento     | Mitchell Krueger | Andrej Golubev Oleksandr Nedovjesov   | 5–7, 4–6         |
| 7. | 5 febbraio 2022  | Cleveland Open, Cleveland       | Cemento (i) | Robert Galloway  | William Blumberg Max Schnur           | 3–6, 6(4)–7      |

## Risultati in progressione
| Sigla | Risultato               |
| ----- | ----------------------- |
| V     | Vincitore               |
| F     | Finalista               |
| SF    | Semifinalista           |
| O     | Oro olimpico            |
| A     | Argento olimpico        |
| SF    | Bronzo olimpico         |
| QF    | Quarti di Finale        |
| 4T    | Quarto turno            |
| 3T    | Terzo turno             |
| 2T    | Secondo turno           |
| 1T    | Primo turno             |
| RR    | Round Robin             |
| LQ    | Turno di qualificazione |
| A     | Assente                 |
| ND    | Non disputato           |

| Legenda superfici    |
| -------------------- |
| Cemento              |
| Terra battuta        |
| Erba                 |
| Superficie variabile |

### Doppio
| Torneo                     | 2011 | 2012 | 2013          | 2014          | 2015          | 2016 | 2017          | 2018          | 2019          | 2020          | 2021 | 2022 | 2023 | 2024 | V-S   |
| -------------------------- | ---- | ---- | ------------- | ------------- | ------------- | ---- | ------------- | ------------- | ------------- | ------------- | ---- | ---- | ---- | ---- | ----- |
| Tornei Grande Slam         |      |      |               |               |               |      |               |               |               |               |      |      |      |      |       |
| Australian Open, Melbourne | A    | A    | A             | A             | A             | A    | A             | A             | 3T            | 2T            | A    | 2T   | 1T   | 3T   | 6–5   |
| Roland Garros, Parigi      | A    | A    | A             | A             | A             | A    | A             | 1T            | A             | 1T            | 1T   | 3T   | 1T   | 1T   | 2–6   |
| Wimbledon, Londra          | A    | A    | A             | A             | A             | A    | A             | 1T            | A             | ND            | 1T   | 2T   | QF   |      | 4–4   |
| US Open, New York          | 1T   | A    | A             | A             | A             | A    | 2T            | 2T            | QF            | 2T            | 2T   | 2T   | QF   |      | 11–7  |
| Vittorie-Sconfitte         | 0–1  | 0–0  | 0–0           | 0–0           | 0–0           | 0–0  | 1–1           | 1–3           | 5–2           | 2–3           | 1–3  | 5–4  | 6–4  | 2–2  | 23–23 |
| Giochi Olimpici            |      |      |               |               |               |      |               |               |               |               |      |      |      |      |       |
| Giochi Olimpici            | ND   | A    | Non disputati | Non disputati | Non disputati | A    | Non disputati | Non disputati | Non disputati | Non disputati | A    | ND   | ND   | 0–0  | 0–0   |
| Vittorie-Sconfitte         | ND   | 0–0  | Non disputati | Non disputati | Non disputati | 0–0  | Non disputati | Non disputati | Non disputati | Non disputati | 0–0  | ND   | ND   | 0–0  | 0–0   |

### Doppio misto
| Torneo                     | 2016 | 2017          | 2018          | 2019          | 2020          | 2021 | 2022 | 2023 | 2024 | V–S |
| -------------------------- | ---- | ------------- | ------------- | ------------- | ------------- | ---- | ---- | ---- | ---- | --- |
| Tornei Grande Slam         |      |               |               |               |               |      |      |      |      |     |
| Australian Open, Melbourne | A    | A             | A             | A             | A             | A    | A    | A    | 1T   | 0–1 |
| Roland Garros, Parigi      | A    | A             | A             | A             | ND            | A    | A    | A    | 1T   | 0–1 |
| Wimbledon, Londra          | A    | A             | A             | A             | ND            | A    | A    | A    |      | 0–0 |
| US Open, New York          | A    | 1T            | A             | 2T            | ND            | 1T   | 2T   | 1T   |      | 2–5 |
| Vittorie-Sconfitte         | 0–0  | 0–1           | 0–0           | 1–1           | 0–0           | 0–1  | 1–1  | 0–1  | 0–2  | 2–7 |
| Giochi Olimpici            |      |               |               |               |               |      |      |      |      |     |
| Giochi Olimpici            | A    | Non disputati | Non disputati | Non disputati | Non disputati | 0–0  | ND   | ND   | 0–0  | 0–0 |
| Vittorie-Sconfitte         | 0–0  | Non disputati | Non disputati | Non disputati | Non disputati | 0–0  | ND   | ND   | 0–0  | 0–0 |